# 吉堀站

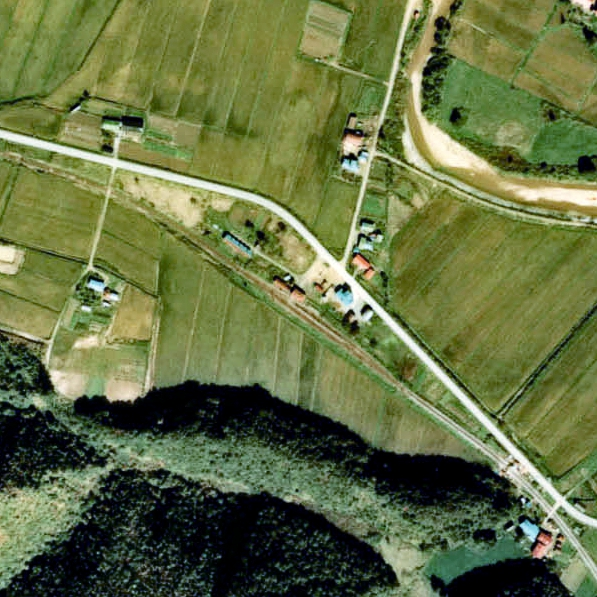
1976年的吉堀站與方圓約500米範圍。左邊是江差方向。當時設有1面2線的島式月台。

吉堀站（日语：／ Yoshibori eki */?）是位於北海道上磯郡木古内町字大川，北海道旅客鐵道的江差線車站（廢站）。隨著江差線木古內站至江差站廢除，車站在2014年（平成26年）5月12日廢除。

## 歷史
- 1935年（昭和10年）12月10日：國有鐵道（鐵道省）上磯線木古內站至湯之岱站之間開通，此一般車站啟用[2]。
- 1936年（昭和11年）11月10日：隨著上磯線湯之岱站至江差站之間開通，路線改名為江差線。
- 1949年（昭和24年）6月1日：隨著實施日本國有鐵道法，日本國有鐵道（國鐵）繼承此站。
- 1974年（昭和49年）10月1日：結束處理貨物[1]。
- 1982年（昭和57年）11月15日：結束處理行李[3]。同時成為無人車站[1]。
- 1986年（昭和61年）12月23日：舊車站大樓被拆毀，設置由鐵路貨車改造的車站大樓[1]。
- 1987年（昭和62年）4月1日：伴隨國鐵分割民營化，車站由北海道旅客鐵道（JR北海道）營運[2]。
- 2014年（平成26年）5月12日：江差線木古內站至江差站之間廢除，此站也廢除[4]。

## 車站構造
截至車站廢除前，此站是地面車站，設有1面1線的單式月台。原本此站設有1面2線的島式月台。在上行線撤走後，把Yo3500形守車改裝變成車站大樓。此站是無人車站，由木古內站管理。在1982年（昭和57年）前設有2名站員當值。

## 使用狀況
| 乘車人次變化 | 乘車人次變化     |
| 年度         | 一日平均乘車人次 |
| ------------ | ---------------- |
| 2011         | 0                |
| 2012         | 0                |
| 2013         | 0                |

## 車站周邊
車站鄰近木古內川和瓜谷川匯合處。

## 相鄰車站
北海道旅客鐵道（JR北海道）
江差線
渡島鶴岡－吉堀－神明

## 注腳
1. 1 2 3 4 5 6 7  さよなら江差線編集委員会（編集） (编). . 北海道新聞社. 2014: 161. ISBN 978-4-89453-743-9 （日语）.
2. 1 2  石野哲（編）. . JTB. 1998: 828. ISBN 978-4-533-02980-6 （日语）.
3. ↑  . 官報. 1982-11-13 （日语）.
4. ↑   (PDF) (新闻稿). 北海道旅客鉄道. 2013-04-26  [2013-04-26]. （原始内容存档 (PDF)于2013-05-13） （日语）.
5. ↑  書籍《ダルマ駅へ行こう!》（著：笹田昌宏，小學館文庫，2007年）87頁。